# Phyllanthus fastigiatus
Phyllanthus fastigiatus är en emblikaväxtart som beskrevs av Carl Friedrich Philipp von Martius och Johannes Müller Argoviensis. Phyllanthus fastigiatus ingår i släktet Phyllanthus och familjen emblikaväxter. Inga underarter finns listade i Catalogue of Life.